# Borne (Niederlande)
Borne (Niedersächsisch: Boorn) ist eine Gemeinde in der Provinz Overijssel in den Niederlanden. Sie hat 24.738 Einwohner (Stand 1. Januar 2025, überwiegend katholisch oder religionslos). Zur Gemeinde gehören der Hauptort Borne und die kleinen Dörfer Hertme und Zenderen. Bornerbroek gehört seit 2001 zur Nachbarstadt Almelo.

## Lage und Wirtschaft
Borne liegt in der Region Twente an der grenzüberschreitenden Bahnstrecke Almelo–Salzbergen. Die Autobahn A1 Amsterdam – Hengelo – Osnabrück – Berlin führt an dem Städtchen entlang. Seit 1983 besteht eine Partnerschaft mit der deutschen  Stadt Rheine. Borne hat etwas Industrie, meist Kleinbetriebe. Viele Einwohner pendeln täglich zur Arbeit in die Nachbarstädte. Die landschaftlich reizvolle Umgebung sowie die Kirche und einige Häuser aus dem 18. Jahrhundert ziehen Touristen an, besonders für Radtouren.

## Geschichte
Borne wurde 1206 erstmals urkundlich erwähnt und hieß im Mittelalter „Burgunde“. Es war ein armes niedersächsisches Bauerndorf in den Niederlanden, bis 1828 Salomon J. Spanjaard hier eine der vielen Textilfabriken der Region gründete. Vor allem Handtücher der Marke Spanjaard waren landesweit bekannt. Fast alle Männer aus Borne arbeiteten in den 1920er Jahren bei Spanjaard. Das Unternehmen, das im Zweiten Weltkrieg als „jüdisches Unternehmen“ zeitweise unter einem Nazi-Verwalter arbeiten musste, war später der asiatischen Konkurrenz nicht mehr gewachsen und musste 1973 den Betrieb einstellen.

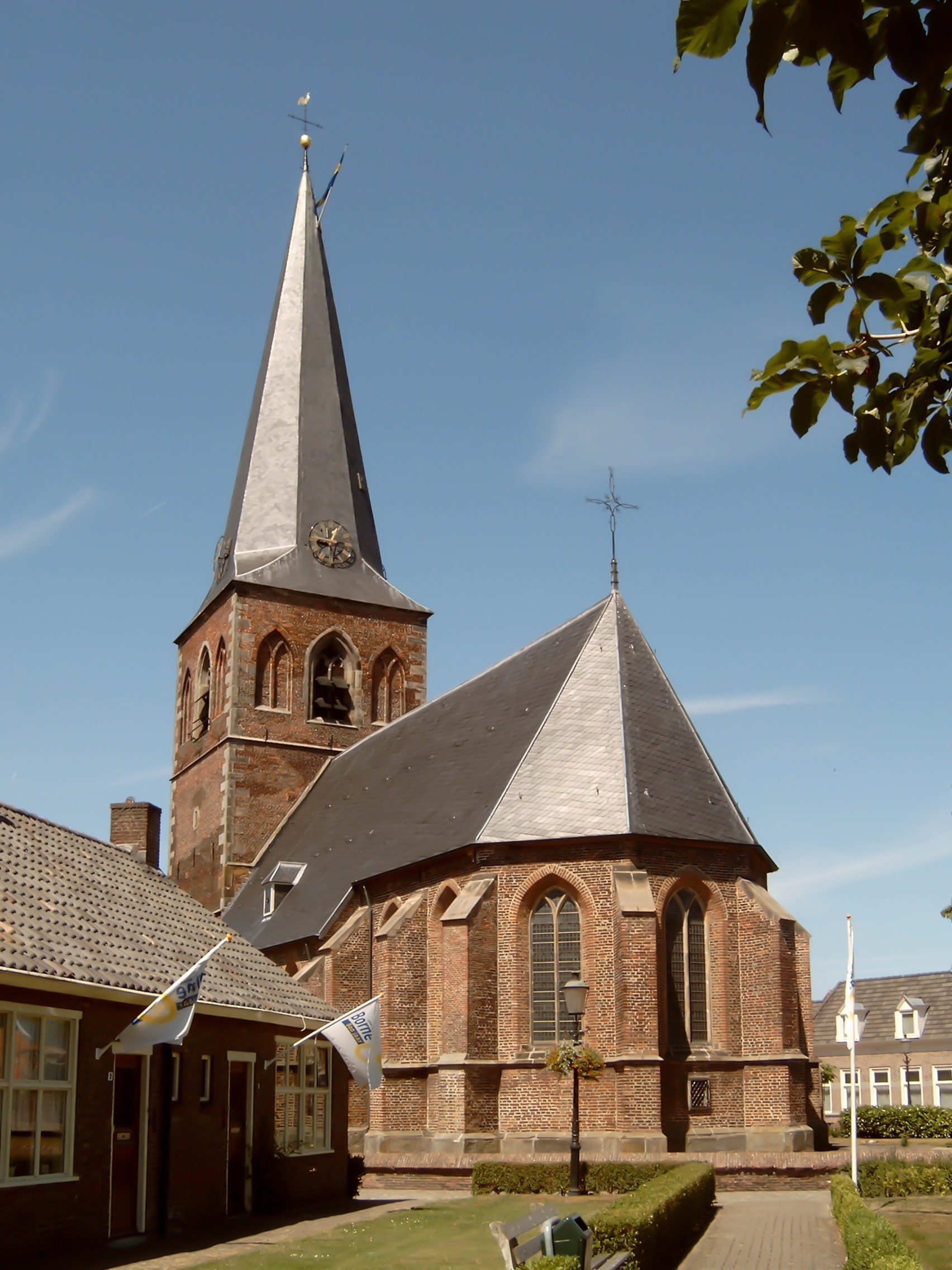
Kirche: Oude Kerk
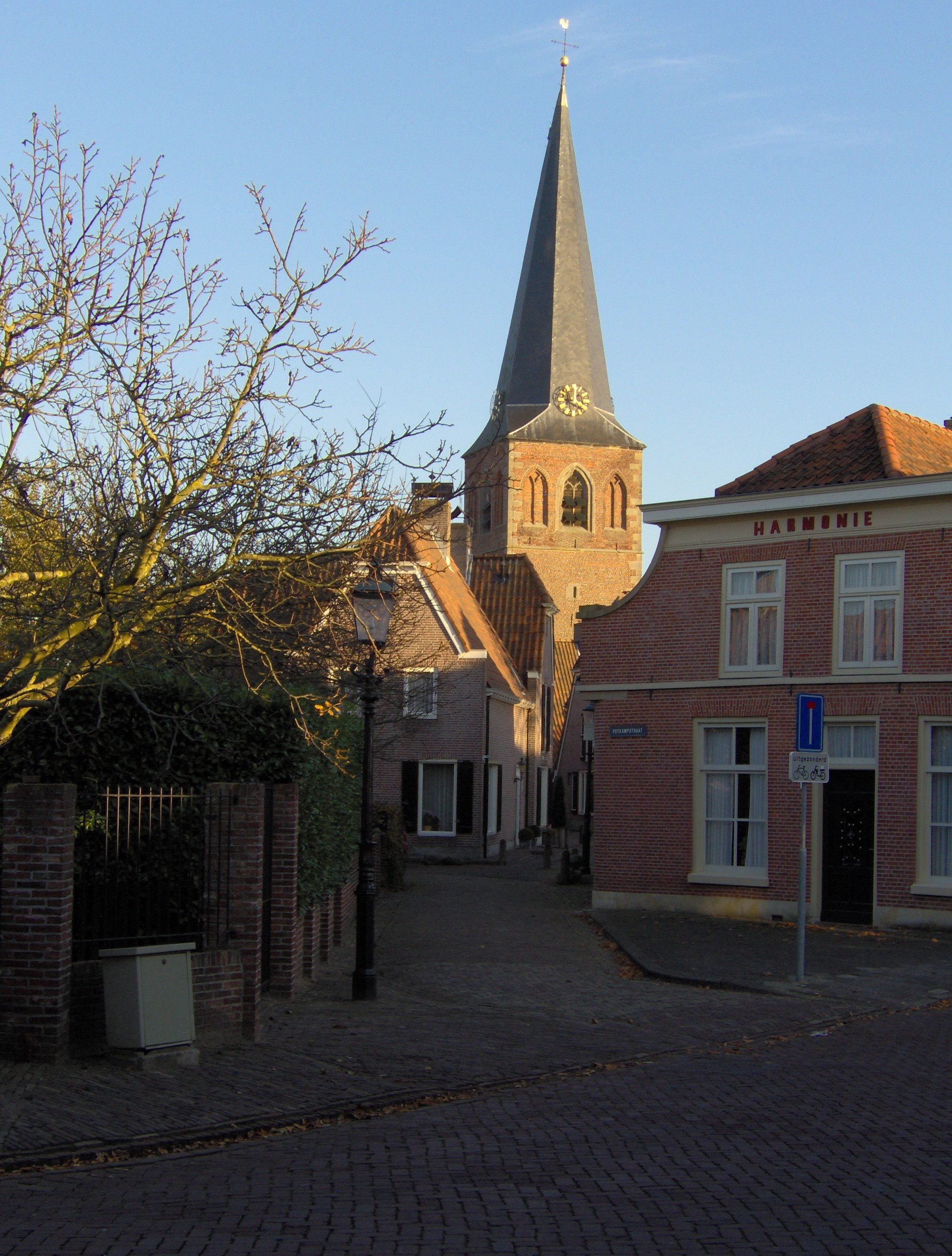
Kirche "Oude Kerk Borne"
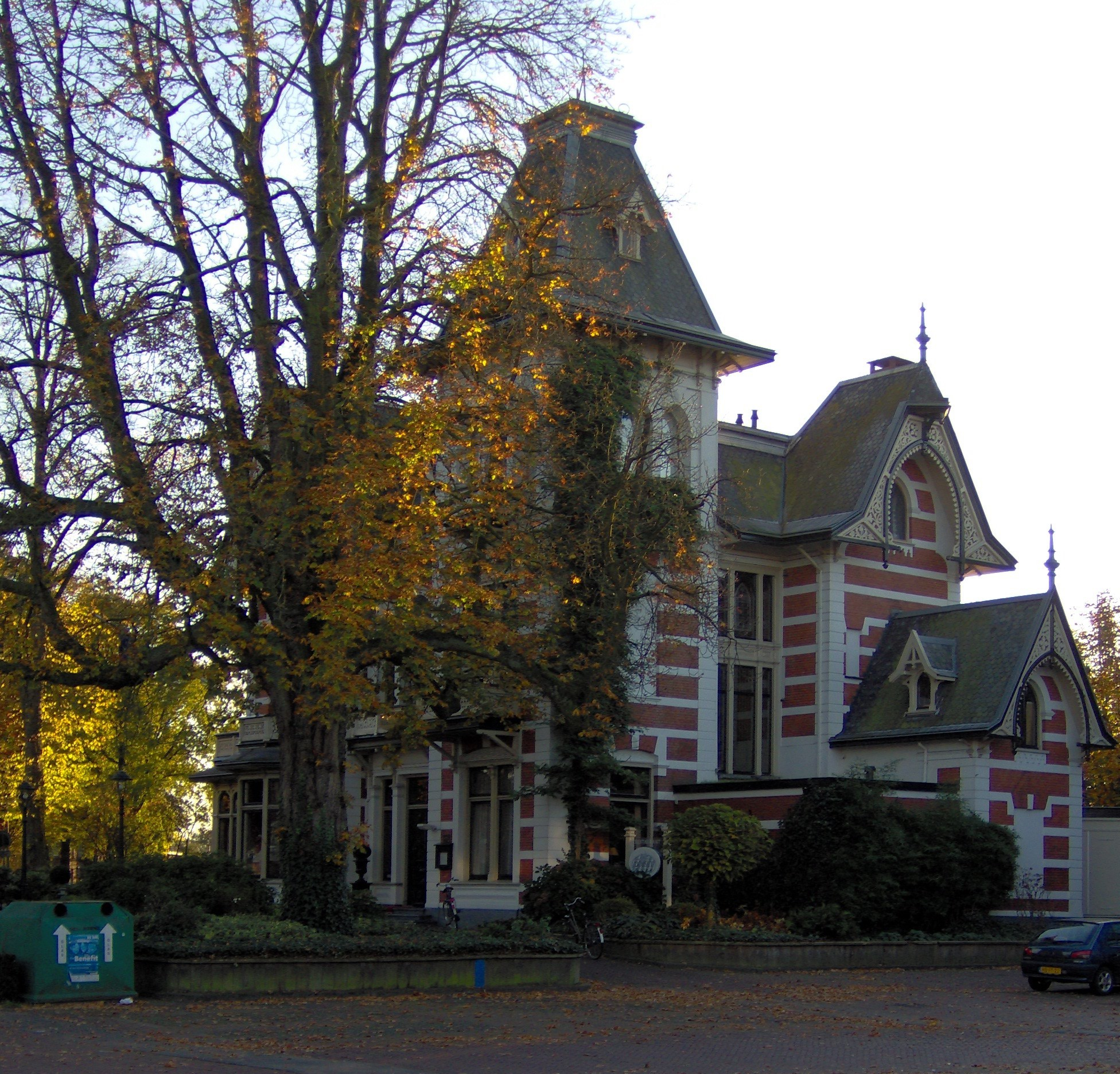
Dorset Mansion House

## Politik
Die Lokalpartei Gemeentebelangen 1990 gewann die letzte Kommunalwahl im Jahr 2022 mit 24,9 Prozent der abgegebenen Stimmen gewinnen und konnte dabei einen Stimmgewinn von rund 4,8 Prozentpunkten verbuchen.

### Gemeinderat
In Borne bildet sich der Gemeinderat seit 1982 folgendermaßen:
| Partei                | Sitze | Sitze | Sitze | Sitze | Sitze | Sitze | Sitze | Sitze | Sitze | Sitze | Sitze |
| Partei                | 1982  | 1986  | 1990  | 1994  | 1998  | 2002  | 2006  | 2010  | 2014  | 2018  | 2022  |
| --------------------- | ----- | ----- | ----- | ----- | ----- | ----- | ----- | ----- | ----- | ----- | ----- |
| Gemeentebelangen 1990 | –     | –     | 5     | 4     | 4     | 5     | 6     | 7     | 4     | 4     | 5     |
| CDA                   | 8     | 9     | 7     | 7     | 7     | 6     | 5     | 5     | 5     | 5     | 4     |
| VVD                   | 3     | 3     | 2     | 2     | 2     | 2     | 1     | 2     | 2     | 3     | 3     |
| Borne-Nu              | –     | –     | –     | –     | –     | –     | –     | –     | 3     | 2     | 3     |
| GroenLinks            | –     | –     | 1     | 1     | 1     | –     | –     | –     | 0     | 2     | 2     |
| PvdA                  | 4     | 5     | 4     | 3     | 3     | 4     | 6     | 3     | 1     | 2     | 2     |
| SP                    | –     | 0     | –     | –     | –     | –     | –     | –     | 2     | 2     | 1     |
| D66                   | 1     | 0     | –     | 2     | 1     | 1     | 1     | 2     | 2     | 1     | 1     |
| Liberaal Borne        | –     | –     | –     | –     | 1     | 1     | 0     | –     | –     | –     | –     |
| PPR                   | 1     | 0     | –     | –     | –     | –     | –     | –     | –     | –     | –     |
| Gesamt                | 17    | 17    | 19    | 19    | 19    | 19    | 19    | 19    | 19    | 19    | 19    |

## Persönlichkeiten

### Töchter und Söhne der Gemeinde
- Jan Pol (1807–1838), Kirchenlieddichter und Pfarrer in Heedfeld (OT von Schalksmühle in Nordrhein-Westfalen)
- Martin Spanjaard (1892–1942), Dirigent und Komponist, NS-Opfer
- Ger Dekkers (1929–2020), Fotograf
- Henk Nieuwkamp (* 1942), Radrennfahrer
- Marleen Veldhuis (* 1979), Schwimmerin
- Wout Weghorst (* 1992), Fußballspieler
- Mats Wieffer (* 1999), Fußballspieler